# Clara Tice
Pour les articles homonymes, voir Tice (homonymie).
Clara Tice (22 mai 1888 - 2 février 1973) est une peintre, graveuse, caricaturiste et poétesse de l'avant-garde américaine. À cause de son goût pour la provocation, autant dans son art que dans son attitude, elle était surnommée la « Reine de Greenwich Village », du nom du quartier bohème du New York du début du XXe siècle.

## Biographie
Née en 1888 à New York, dans un milieu très bourgeois, c'est dans cette ville qu'elle a passé la plus grande partie de sa vie. Selon The New York Times (1920) elle est en 1908 l'une des premières à se couper les cheveux très courts. Durant cette période, elle reçoit l'enseignement du peintre américain Robert Henri, lequel, grâce à son aide financière, organise en 1910 avec Walt Kuhn l'« Exhibition of Independent Artists », première exposition américaine d'artistes sans jury, sans prix et totalement ouverte aux deux sexes.
Clara Tice fait beaucoup parler d'elle en 1915, quand, exposant ses dessins et photographies chez Polly's, un restaurant situé dans Greenwich Village, Anthony Comstock, principal fondateur de la New York Society for the Suppression of Vice essaya de faire confisquer les œuvres, au nom de leur prétendue immoralité : immédiatement, les créations de Tice furent reproduites dans Vanity Fair (version américaine), Rogue, The Blind Man, et Cartoons magazine.
Avec Rogue et The Blind Man, elle entre ainsi en contact avec le mouvement dada américain : elle y rencontre Marcel Duchamp qui la présente à Walter Arensberg et à Henri-Pierre Roché. Elle expose ses travaux lors des premières expositions organisées par la Society of Independent Artists à partir d'avril 1917.
Ses dessins et aquarelles possède une dimension érotique prononcée, elle illustre entre autres les Fables de La Fontaine de femmes nues mises en scènes avec les habituels animaux. Provocation qui n'a pas manqué de choquer la bonne société américaine des années 1920. Elle illustre de la même manière un Mademoiselle de Maupin de Théophile Gautier en 1927 mais qui fut diffusé hors-commerce. La production érotique littéraire de Tice comprend une vingtaine d'ouvrages, aujourd'hui devenus rares.
Par ce travail elle se place d'une certaine façon dans la tradition du nu artistique. On pourrait par exemple rapprocher ce travail aux illustrations libertines des Contes de La Fontaine faites par Jean Honoré Fragonard et d'autres au XVIIIe siècle.
Elle a aussi illustré d'autres livres, dont ceux édités par la Pierre Louÿs Society, et un abécédaire dont chaque lettre est illustrée par une race de chien (ABC Dogs, 1940).
Elle laisse un recueil de souvenirs, à ce jour non publié.